# Sylvain N'Diaye
Sylvain N'Diayé (París, 25 de juny de 1976) és un futbolista franco-senegalés, que ocupa la posició de defensa.
Va començar al Girondins de Bordeus, que el va cedir al modest Martigues. El 1998 recala a l'equip belga del Gent, que el tornara a cedir a diversos equips francesos. Hi jugaria la lliga espanyola amb el Llevant UE i el CD Tenerife, abans de retornar a França el 2008.
Ha estat 17 vegades internacional amb el Senegal. Ha participat en el Mundial del 2002 i a la Copa Àfrica de 2004.